# Bolzano
Bolzano (wł.), Bozen (niem.) – miasto i gmina we Włoszech, w regionie Trydent-Górna Adyga, położone nad Isarco (niem. Eisack). Stolica autonomicznej prowincji Bolzano-Alto Adige (niem. Bozen-Südtirol).

## Dane ogólne
Miasto jest ważnym ośrodkiem turystycznym (sporty zimowe) i kulturalnym (muzeum archeologiczne Górnej Adygi). Różnorodny przemysł, hutnictwo aluminium i żelaza. Węzeł komunikacyjny.

## Demografia
Liczba mieszkańców gminy wynosiła 103 135 (dane z roku 2009).  W 2001 język włoski był językiem ojczystym dla 73%, niemiecki dla 26,29%, a ladyński dla 0,71% mieszkańców.

## Historia
Początki miasta sięgają średniowiecza, kiedy jako miasto targowe przechodziło pod wpływy książąt Tyrolu lub biskupów Trydentu. W XVI wieku znalazło się w rękach Habsburgów. Pod koniec XVII wieku natomiast przeszło pod władzę władców Bawarii. W 1809 Bolzano zostało włączone przez Napoleona do Królestwa Włoch. Po upadku Napoleona – w Austrii.
Po I wojnie światowej przyłączone ponownie do Włoch i w okresie rządów faszystowskich poddane intensywnej, przymusowej italianizacji – sprowadzono tysiące włoskich robotników, którzy zmienili proporcje demograficzne w mieście.
W 1969 władze włoskie przyznały Bolzano i całemu regionowi autonomię. W 1992 roku zostało to usankcjonowane tzw. pakietem autonomicznym.
W mieście od 1949 odbywa się jeden z najbardziej prestiżowych konkursów pianistycznych – Międzynarodowy Konkurs Pianistyczny im. Ferruccio Busoniego.

## Panorama

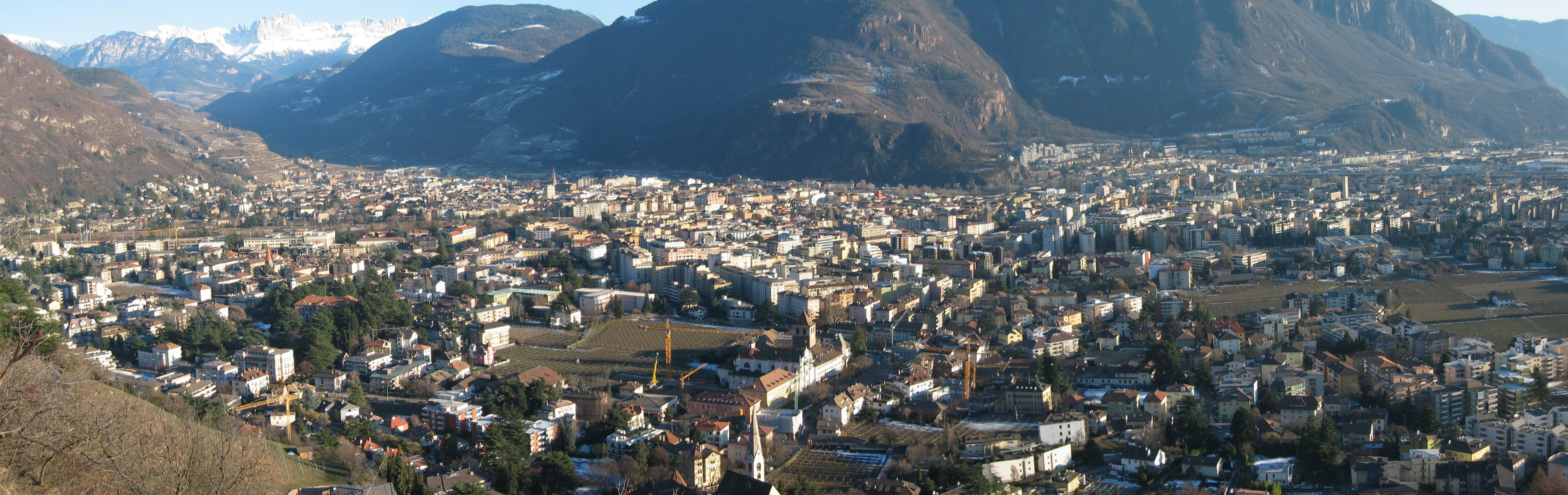
Panorama Bolzano

## Zabytki i atrakcje turystyczne
- kościół romański;
- gotycka katedra z XIII–XV wieku;
- klasztor dominikański z XIV-wiecznymi freskami Giotta[3]
- Muzeum Archeologiczne (wł. Museo Archeologico dell'Alto Adige, niem. Südtiroler Archäologiemuseum) w którym znajduje się mumia Ötziego "człowieka lodu", zmarłego ok. 3300 p.n.e.
- Muzeum Historii Naturalnej (wł. Museo di Scienze Naturali dell'Alto Adige) z ogromnym słonowodnym[3] akwarium;
- Zamek Mareccio (wł. Castel Mareccio, niem. Schloss Maretsch);
- Zamek Runkelstein (wł. Castel Roncolo, niem. Schloss Runkelstein)
- Łuk Triumfalny (1928)

## Transport
- Bolzano/Bozen – stacja kolejowa
- Port lotniczy Bolzano

## Sport
- HC Bolzano – klub hokejowy

## Media i kultura
- Rai Sender Bozen – stacja telewizyjna
- Międzynarodowy Konkurs Pianistyczny im. Ferruccio Busoniego

## Miasta partnerskie
- Sopron